# مشاوره اقتصادی
مشاوره اقتصادی (انگلیسی: Economic consulting) یا مشاوردهی در امر اقتصاد، عملی در راستای کمک‌رسانی به سازمان‌های دولتی و خصوصی است، که با هدف ارتقای عملکرد مدیریتی و توسعه سازمانی از طریق استفاده از علوم اقتصاد کاربردی، اقتصاد ریاضی، تجزیه‌وتحلیل اثرات اقتصادی و پیش‌بینی طیف گسترده‌ای از مسائل، انجام می‌گیرد.
مشاوره اقتصادی، عملی است که در آن تحلیل‌های پیشرفته اقتصادی، مالی و آماری برای استفاده در محیط‌های قضایی، نظارتی و تجاری ارائه می‌شود. شرکت‌های حقوقی، مؤسسات دولتی و سایر سازمان‌ها ممکن است برای تولید تحقیقات، تحلیل‌ها، گزارش‌ها و شهادت‌هایی که در دادگاه استفاده می‌شوند، به مشاوران اقتصادی تکیه کنند. مشاوره اقتصادی همچنین با موضوعات مختلفی که نیاز به تحلیل‌های داده‌محور دارند، مانند تحقیقات اقتصاد کلان، ارزیابی برنامه‌ها، سیاست‌گذاری و استراتژی‌های تجاری، سروکار دارد. با توجه به ماهیت داده‌محور پرونده‌های مشاوره اقتصادی، مشاوران اقتصادی معمولاً ملزم به داشتن دانش آمار، اقتصادسنجی و برنامه‌نویسی کامپیوتر هستند.
مشاوره اقتصادی شامل ارائه تخصص اقتصادی در زمینه‌های مختلف، از جمله اما نه محدود به ضد انحصار؛ ارزیابی؛ ورشکستگی؛ انرژی؛ امور مالی؛ مراقبت‌های بهداشتی؛ بیمه؛ مالکیت معنوی؛ کار و اشتغال؛ علوم زیستی؛ امنیت سایبری؛ رسانه و سرگرمی؛ و اوراق بهادار است. شرکت‌های مشاوره اقتصادی اغلب زمانی که مشتری یک شرکت حقوقی یا متخصص اقتصادی را استخدام می‌کند، تیم پشتیبانی را ارائه می‌دهند. متخصص - که معمولاً یک استاد یا عضو ارشد یک شرکت مشاوره اقتصادی است - با انجام کارهایی مانند تجزیه و تحلیل اثرات رقابتی، محاسبه خسارات و شهادت دادن به نظر کارشناسی خود در برابر قاضی، هیئت منصفه، داور یا سازمان اجرای احکام دولتی، مشاوره اقتصادی ارائه می‌دهد.